# Romulea dichotoma
Romulea dichotoma är en irisväxtart som först beskrevs av Carl Peter Thunberg, och fick sitt nu gällande namn av John Gilbert Baker. Romulea dichotoma ingår i släktet Romulea och familjen irisväxter. Inga underarter finns listade i Catalogue of Life.